# Plano de contas
Um plano de contas consiste em um conjunto estruturado de contas contábeis disponíveis para escrituração, visando subsidiar uma maior facilidade para o entendimento de um patrimônio satisfazendo as necessidades gerenciais da empresa e de seus usuários internos, facilitando a tomada de decisão

## Estrutura do plano de contas
A estruturação do plano de contas deve ser codificado buscando satisfazer as necessidades de informações aglutinadas (sintéticas) e informações detalhadas (analíticas), criando-se uma ordenação racional e lógica facilitando a classificação com flexibilidade suficiente para permitir exclusões e inclusões de contas.

### Graduação
A estrutura do plano de contas deve seguir uma sequência que é denominada de graduação, onde as contas são inseridas hierarquicamente. No brasil, o plano de contas deve atender a padronização definida pela Lei n. 6.404/1976, com as modificações introduzidas pela Lei n. 11.638/2007 e Lei n. 11.941/2009. Tendo em vista essa padronização, um Plano de contas tem sua estrutura de 1º nível da seguinte forma:
- Código 1 - Ativo
- Código 2 - Passivo
- Código 3 - Custos e Despesas
- Código 4 - Receitas[2][1]

A partir dessa codificação inicial, as contas são inseridas hierarquicamente, relacionando-se entre si, citamos como exemplo o código de uma conta patrimonial:
- Código 1 - Ativo
- Código 1.2 - Ativo Circulante
- Código 1.2.1 - Clientes
- Código 1.2.1.1 - Duplicata
- Código 1.2.1.1.0001 - Nome do Cliente.[2]

### Aspecto fiscal
No Brasil. Com a adoção do Sistema Público de Escrituração Digital (SPED), escrituração digital para os livros comerciais no Brasil a partir de 2007, foi elaborado um Plano de Contas Referencial onde a empresa deverá relacionar com o seu plano de contas indicando as contas correspondentes.